# Leușeni, Telenești
Leușeni este un sat din raionul Telenești, Republica Moldova.

## Istorie
Localitatea a fost atestată pentru prima dată în 1609:
„Cu mila lui Dumnezeu, noi, Io Constantin Moghilă voievod, domn al Țării Moldovei, facem cunoscut prin această carte a noastră tuturor celor, care o vor vedea ori o vor auzi citindu-se. Iată a venit înaintea noastră și înaintea tuturor boierilor noștri moldoveni, mari și mici, Todosiea, jupâneasa lui Apostol ceașnicul, fiica Nastasiei, nepoata lui Ponici cel bătrân, de a ei bună voie, de nimeni silită nici asuprită, și a vândut a ei dreaptă ocină și moșie din ispisocul de mărturie, pe care l-a avut de la însuși domnia mea, un sat, numit Leușenii, pe Măiaten în ținutul Orheiului, și l-a vândut credinciosului nostru boier panului Dumitrachi Chiriță, mare postelnic, drept patru sute bani ungurești, bani gata, și i le-a plătit deplin. Iar privilegiile vechi, pe care le-a avut bunicul ei, mai sus scrisul Ponici, de vislujenie de la fostul Petru voievod, așa a mărturisit înaintea noastră, că au pierit pe vremea tătarilor lui Ioan voievod.

...

A scris Arsenie Nebojatco în Iași, în anul 7117 <1609> luna august 16 zile.”

## Administrație și politică
Componența Consiliului local Leușeni (9 consilieri), ales la 5 noiembrie 2023, este următoarea:
|  | Partid                                | Consilieri | Componență | Componență | Componență | Componență | Componență | Componență |
|  | ------------------------------------- | ---------- | ---------- | ---------- | ---------- | ---------- | ---------- | ---------- |
|  | Partidul Liberal Democrat din Moldova | 6          |            |            |            |            |            |            |
|  | Partidul Acțiune și Solidaritate      | 2          |            |            |            |            |            |            |
|  | Candidat independent PAVEL SPANCIOC   | 1          |            |            |            |            |            |            |

## Personalități
- Vera Nemțeanu (Verina), geograf
- Eleonora Romanescu, pictor
- Gheorghe Nicolaev, istoric, doctor în istorie, fost secretar științific al Institutului de Istorie al Academiei de Științe din Moldova